# Матчи сборной России по футболу 2004
В 2004 году сборная России провела 14 матчей: три неофициальных товарищеских, четыре официальных товарищеских, три в рамках финального этапа чемпионата Европы 2004 года и четыре в рамках отборочного турнира к чемпионату мира 2006 года. На чемпионате Европы сборная России не преодолела групповой этап.

## Список встреч

### Официальные
Товарищеский матч
| Болгария          | 2:2 (1:2) | Россия        |
| Бербатов 15′, 66′ | Голы      | Сычёв 9′, 31′ |

| | Составы | | |
| Здравков (Иванков, 46'), Стоянов (Топузаков, 46'), Пажин, Кирилов (Загорчич, 74'), И. Петков, Пеев (Янчев, 63'), М. Петков (Димитров, 46'), Ст. Петров (к), Христов (Янкович, 46'), М. Петров (Лазаров, 55'), Бербатов. |         | Овчинников, Евсеев, Игнашевич, Онопко (к) (Шаронов, 46'), Сенников, Гусев (В. Быстров, 46'), Смертин (Радимов, 46'), Лоськов (Аленичев, 46'), Семшов, Булыкин, Сычёв (Кержаков, 46'). | Овчинников, Евсеев, Игнашевич, Онопко (к) (Шаронов, 46'), Сенников, Гусев (В. Быстров, 46'), Смертин (Радимов, 46'), Лоськов (Аленичев, 46'), Семшов, Булыкин, Сычёв (Кержаков, 46'). |
| Пламен Марков | Тренеры | Георгий Ярцев | Георгий Ярцев |

Товарищеский матч
| Норвегия                                 | 3:2 (2:0) | Россия                      |
| Андресен 25′ · Русфельдт 43′ · Солли 62′ | Голы      | Радимов 85′ · Кириченко 90′ |

| | Составы | | |
| Мюре (Э. Йонсен, 46'), Эль-Факири, Рисет, Лундеквам (Хангеланд, 46'), Риисе, Хельстад (Солли, 55'), Андресен (к), Хосет, Педерсен, Сульшер (Ф. Йонсен, 46'), Русфельдт (Карью, 67'). |         | Акинфеев, Евсеев (Радимов, 46'), Игнашевич (Шаронов, 46'), Онопко (к), Сенников, Гусев (Бояринцев, 46'), Смертин, Лоськов (Аршавин, 46'), Измайлов (Каряка, 46'), Булыкин (Кириченко, 46'), Сычёв (Кержаков, 46'). | Акинфеев, Евсеев (Радимов, 46'), Игнашевич (Шаронов, 46'), Онопко (к), Сенников, Гусев (Бояринцев, 46'), Смертин, Лоськов (Аршавин, 46'), Измайлов (Каряка, 46'), Булыкин (Кириченко, 46'), Сычёв (Кержаков, 46'). |
| | Тренеры | Георгий Ярцев. | Георгий Ярцев. |

Товарищеский матч
№529
| Австрия | 0:0 | Россия |

| | Составы | | |
| Мандль (Арцбергер, 90'), Хиблингер, Штранцль, Погатец (Штандфест, 46'), Хиден, Ауфхаузер (Кизенэбнер, 67'), Шопп (к) (Валльнер, 76'), Ковачевич, Хаас (Линц, 65'), Доллингер (Амерхаузер, 82'), Кирхлер (Колльман, 86'). |         | Овчинников (Малафеев, 46'), Анюков, Шаронов (Алдонин, 53'), Бугаев, Евсеев, В. Быстров (Измайлов, 46'), Смертин (к), Мостовой (Радимов, 63'), Каряка, Булыкин (Кириченко, 46'), Панов (Кержаков, 46'). | Овчинников (Малафеев, 46'), Анюков, Шаронов (Алдонин, 53'), Бугаев, Евсеев, В. Быстров (Измайлов, 46'), Смертин (к), Мостовой (Радимов, 63'), Каряка, Булыкин (Кириченко, 46'), Панов (Кержаков, 46'). |
| Ханс Кранкль. | Тренеры | Георгий Ярцев | Георгий Ярцев |

XII чемпионат Европы. Матч группы A
№530
| Испания     | 1:0 (0:0) | Россия |
| Валерон 60′ | Голы      |        |

| | Составы | | |
| Касильяс, Пуйоль, Эльгера, Марчена, Рауль Браво, Эчеверрия, Альбельда, Бараха (Хаби Алонсо, 59'), Висенте, Рауль (к) (Фернандо Торрес, 78'), Морьентес (Валерон, 59'). |         | Овчинников, Евсеев, Смертин (к), Шаронов, Сенников, Гусев (Радимов, 46'), Алдонин (Сычёв, 68'), Аленичев, Мостовой, Измайлов (Каряка, 74'), Булыкин. | Овчинников, Евсеев, Смертин (к), Шаронов, Сенников, Гусев (Радимов, 46'), Алдонин (Сычёв, 68'), Аленичев, Мостовой, Измайлов (Каряка, 74'), Булыкин. |
| Иньяки Саэс | Тренеры | Георгий Ярцев. | Георгий Ярцев. |

XII чемпионат Европы. Матч группы A
№531
| Португалия                | 2:0 (1:0) | Россия |
| Манише 7′ · Руй Кошта 89′ | Голы      |        |

| | Составы | | |
| Рикарду, Мигел, Рикарду Карвалью, Жорже Андраде, Нуну Валенте, Симан Саброза (Руй Кошта, 63'), Манише, Коштинья, Деку, Фигу (к) (Криштиану Роналду, 78'), Паулета (Нуну Гомеш, 57'). |         | Овчинников, Евсеев, Бугаев, Смертин (к), Сенников, Измайлов (В. Быстров, 72'), Алдонин (Малафеев, 45'), Аленичев, Лоськов, Каряка (Булыкин, 79'), Кержаков. | Овчинников, Евсеев, Бугаев, Смертин (к), Сенников, Измайлов (В. Быстров, 72'), Алдонин (Малафеев, 45'), Аленичев, Лоськов, Каряка (Булыкин, 79'), Кержаков. |
| Луис Фелипе Сколари | Тренеры | Георгий Ярцев | Георгий Ярцев |

XII чемпионат Европы. Матч группы A
№532
| Греция     | 1:2 (1:2) | Россия                     |
| Вризас 43′ | Голы      | Кириченко 2′ · Булыкин 17′ |

| | Составы | | |
| Никополидис, Сейтаридис, Капсис, Деллас, Венетидис (Фиссас, 89'), Загоракис (к), Басинас (Циартас, 42'), Кацуранис, Пападопулос (Николаидис, 70'), Харистеас, Вризас. |         | Малафеев, Анюков, Шаронов (Сенников, 56'), Бугаев, Евсеев, Гусев, Радимов, Аленичев (к), Каряка (Семшов, 46'), Булыкин (Сычёв, 46'), Кириченко. | Малафеев, Анюков, Шаронов (Сенников, 56'), Бугаев, Евсеев, Гусев, Радимов, Аленичев (к), Каряка (Семшов, 46'), Булыкин (Сычёв, 46'), Кириченко. |
| Отто Рехагель | Тренеры | Георгий Ярцев | Георгий Ярцев |

Товарищеский матч
№533
| Россия                                            | 4:3 (1:1) | Литва                                     |
| Хохлов 20′ · Каряка 54′ · Булыкин 66′ · Сычёв 88′ | Голы      | Данилявичюс 40′ · Пошкус 83′ · Бараса 89′ |

| | Составы | | |
| Овчинников (Малафеев, 46'), Анюков, Шаронов, Смертин (к) (Каряка, 46'), Сенников (Онопко, 46'), Колодин, В. Быстров (Бояринцев, 46'), Хохлов, Аршавин (Сычёв, 46'), Радимов, Кержаков (Булыкин, 46'). |         | Карчемарскас, Шемберас (к) (Радзинявичюс, 67'), Джяукштас, Бараса (Д. Жутаутас, 90'), Миколюнас (Станкявичюс, 39'), Жвиргждаускас, Скарбалюс, Э. Чеснаускис, Данилявичюс (Кучис, 64'), Ражанаускас (Тамошаускас, 57'), Пошкус. | Карчемарскас, Шемберас (к) (Радзинявичюс, 67'), Джяукштас, Бараса (Д. Жутаутас, 90'), Миколюнас (Станкявичюс, 39'), Жвиргждаускас, Скарбалюс, Э. Чеснаускис, Данилявичюс (Кучис, 64'), Ражанаускас (Тамошаускас, 57'), Пошкус. |
| Георгий Ярцев | Тренеры | Альгимантас Любинскас. | Альгимантас Любинскас. |

Отборочная стадия XVIII чемпионата мира. Матч группы 3 зоны УЕФА
№534
| Россия      | 1:1 (1:0) | Словакия   |
| Булыкин 14′ | Голы      | Виттек 87′ |

| | Составы | | |
| Малафеев, Анюков, Шаронов, Колодин, Евсеев (Сенников, 46'), Смертин (к), Хохлов (Бояринцев, 66'), Аленичев, Каряка, Кержаков, Булыкин. |         | Чонтофальски, Грешко, Ганек (Рейтер, 83'), Кратохвил, Варга (к), Карган, Минтал, Немет (Брешка, 76'), Михалик (Чех, 76'), Забавник, Виттек. | Чонтофальски, Грешко, Ганек (Рейтер, 83'), Кратохвил, Варга (к), Карган, Минтал, Немет (Брешка, 76'), Михалик (Чех, 76'), Забавник, Виттек. |
| Георгий Ярцев | Тренеры | Душан Галис. | Душан Галис. |

Отборочная стадия XVIII чемпионата мира. Матч группы 3 зоны УЕФА
№535
| Люксембург | 0:4 (0:0) | Россия                            |
|            | Голы      | Сычёв 57′, 70′, 87′ · Аршавин 63′ |

| | Составы | | |
| Бешич, Петерс, Федершпиль, Хоффманн, Штрассер, Реми, Шаульс (Шнелль, 50), А. Левек, Браун, Кардони (к) (Маннон, 77'), Молитор (Ш. Левек, 77'). |         | Малафеев, Анюков, Бугаев, Смертин (к), Евсеев, Игнашевич, Кантонистов (Бояринцев, 46'), Гусев (Алдонин, 75'), Булыкин (Кириченко, 67'), Аршавин, Сычёв. | Малафеев, Анюков, Бугаев, Смертин (к), Евсеев, Игнашевич, Кантонистов (Бояринцев, 46'), Гусев (Алдонин, 75'), Булыкин (Кириченко, 67'), Аршавин, Сычёв. |
| Аллан Симонсен | Тренеры | Георгий Ярцев | Георгий Ярцев |

Отборочная стадия XVIII чемпионата мира. Матч группы 3 зоны УЕФА
№536
| Португалия                                                                              | 7:1 (3:0) | Россия      |
| Паулета 24′ · Криштиану Роналду 37′, 68′ · Деку 43′ · Симан Саброза 81′ · Пети 89′, 90′ | Голы      | Аршавин 79′ |

| | Составы | | |
| Рикарду, Паулу Феррейра, Жорже Андраде, Рикарду Карвалью, Мигел, Коштинья, Манише (Пети, 73'), Деку, Симан Саброза, Криштиану Роналду (Боа Морте, 85'), Паулета (к) (Нуну Гомеш, 67'). |         | Малафеев, Анюков, Бугаев, Смертин (к), Евсеев, Игнашевич, Сенников (Гусев, 46'), Алдонин (Бояринцев, 72'), Булыкин, Аршавин, Сычёв (Кириченко, 46'). | Малафеев, Анюков, Бугаев, Смертин (к), Евсеев, Игнашевич, Сенников (Гусев, 46'), Алдонин (Бояринцев, 72'), Булыкин, Аршавин, Сычёв (Кириченко, 46'). |
| Луис Фелипе Сколари | Тренеры | Георгий Ярцев | Георгий Ярцев |

Отборочная стадия XVIII чемпионата мира. Матч группы 3 зоны УЕФА
№537
| Россия                                                     | 4:0 (3:0) | Эстония |
| Каряка 23′ · Измайлов 25′ · Сычёв 32′ · Лоськов 67′ (пен.) | Голы      |         |

| | Составы | | |
| Малафеев, Евсеев, Бугаев, Смертин (к), А. Березуцкий, Измайлов, Хохлов (Гусев, 88'), Лоськов (Семшов, 81'), Каряка, Кержаков, Сычёв. |         | Каалма, Аллас, Яагер, Пиироя, Рооба (к), Ряхн, Теэвер (Круглов, 90'), Линдпере, Виикмяэ, Опер, Терехов (Клаван, 81'). | Каалма, Аллас, Яагер, Пиироя, Рооба (к), Ряхн, Теэвер (Круглов, 90'), Линдпере, Виикмяэ, Опер, Терехов (Клаван, 81'). |
| Георгий Ярцев | Тренеры | Йелле Гус | Йелле Гус |

## Авторы забитых мячей
7 мячей
- Дмитрий Сычёв

3 мяча
- Дмитрий Булыкин

2 мяча
- Дмитрий Кириченко
- Андрей Аршавин
- Андрей Каряка

1 мяч
- Владислав Радимов
- Дмитрий Хохлов
- Марат Измайлов
- Дмитрий Лоськов

## Авторы пропущенных мячей
2 мяча
- Димитр Бербатов
- Пети
- Криштиану Роналду

1 мяч
- Зисис Вризас
- Хуан Карлос Валерон
- Нериюс Бараса
- Томас Данилявичюс
- Робертас Пошкус
- Мартин Андресен
- Сигурд Русфельдт
- Ян Гуннар Солли
- Деку
- Руй Кошта
- Манише
- Паулета
- Симан Саброза
- Роберт Виттек

### Неофициальные
Товарищеский матч
| Япония (олимпийская) | 1:1 (1:1) | Россия      |
| Такамацу 33′         | Голы      | Булыкин 39′ |

| | Составы | | |
| Курокава, Тулио, Насу, Токунага, Х. Танака, Кад. Морисаки (Аоки, 64'), Судзуки, Нэмото (Код. Морисаки, 46'), Мацуи, Такамацу (Хираяма, 72'), Саката (Т. Танака, 72'). |         | Малафеев, Могилевский, Мор, Онопко, Олеников, В. Быстров (Есипов, 62'), Радимов, Аршавин (Бояринцев, 46'), Каряка, Кержаков, Булыкин (Сычёв, 46'). | Малафеев, Могилевский, Мор, Онопко, Олеников, В. Быстров (Есипов, 62'), Радимов, Аршавин (Бояринцев, 46'), Каряка, Кержаков, Булыкин (Сычёв, 46'). |
| | Тренеры | Георгий Ярцев | Георгий Ярцев |

Товарищеский матч
| Симидзу С-Палс | 1:1 (0:1) | Россия        |
| Хираока 59′    | Голы      | Бояринцев 41′ |

| | Составы | | |
| Ёхэи Нисибе, Кадзумити Такаги, Рюдзо Мориока, Томоёси Цуруми, Дайсукэ Итикава, Тэруёси Ито, Фабиньо, Ясухиро Хираока (Кэйсукэ Ота, 87), Масааки Саванобори (Кохэи Хирамацу, 46), Араужо (Ёсикиё Кубояма, 65), Хидэаки Китадзима (Жамелли, 46). |         | Сергей Козко, Дмитрий Васильев, Эдуард Мор, Роман Шаронов, Павел Могилевский, Владимир Быстров (Андрей Аршавин, 46), Денис Бояринцев, Владислав Радимов (Александр Кержаков, 60), Валерий Есипов (к) (Андрей Каряка, 46) Дмитрий Сычёв, Роман Адамов (Дмитрий Булыкин, 46). | Сергей Козко, Дмитрий Васильев, Эдуард Мор, Роман Шаронов, Павел Могилевский, Владимир Быстров (Андрей Аршавин, 46), Денис Бояринцев, Владислав Радимов (Александр Кержаков, 60), Валерий Есипов (к) (Андрей Каряка, 46) Дмитрий Сычёв, Роман Адамов (Дмитрий Булыкин, 46). |

Кубок «Ростелекома». Матч к 100-летию ФИФА
| Россия                                  | 3:1 (1:1) | Легионеры РФПЛ |
| Мостовой 28′, Алдонин 72′, Кержаков 89′ | Голы      | Быстров 41′    |

| | Составы | | |
| Сергей Овчинников (Вячеслав Малафеев, 46), Александр Анюков (Алексей Бугаев, 46), Роман Шаронов, Алексей Смертин (к), Вадим Евсеев, Ролан Гусев (Марат Измайлов, 46), Евгений Алдонин, Александр Мостовой (Дмитрий Лоськов, 46), Дмитрий Аленичев (Андрей Каряка, 46), Дмитрий Булыкин (Александр Кержаков, 46), Дмитрий Сычёв (Дмитрий Кириченко, 46). |         | Войцех Ковалевский (Игорь Акинфеев, 46), Сильва Гутьеррес, Игорь Митрески, Срджан Станич, Леилтон (Марко Вильясека, 85), Владимир Быстров (Денис Бояринцев, 46), Владислав Радимов (к) (Игорь Семшов, 46),Горан Тробок (Эктор Бракамонте, 67), Марко Вильясека (Самюэль Дидье Бианг, 46), Густаво Пинто (Катанья, 46),Эктор Бракамонте (Желсон, 46). | Войцех Ковалевский (Игорь Акинфеев, 46), Сильва Гутьеррес, Игорь Митрески, Срджан Станич, Леилтон (Марко Вильясека, 85), Владимир Быстров (Денис Бояринцев, 46), Владислав Радимов (к) (Игорь Семшов, 46),Горан Тробок (Эктор Бракамонте, 67), Марко Вильясека (Самюэль Дидье Бианг, 46), Густаво Пинто (Катанья, 46),Эктор Бракамонте (Желсон, 46). |

### Несостоявшиеся матчи
В 2003 году, по словам Вячеслава Колоскова, обсуждался вариант встречи сборных России и Франции, однако французы отказались, сославшись на то, что могут сыграть с Россией теоретически в плей-офф.
На 2 июня 2004 года была запланирована товарищеская встреча со сборной Беларуси, однако она была отменена ввиду того, что тренер белорусской команды Анатолий Байдачный не смог собрать игроков. В качестве замены прорабатывались варианты матча против Армении в Москве или Ганы, однако ни одна из этих договорённостей так и не была достигнута, в связи с чем российской сборной пришлось играть против команды легионеров РФПЛ.